# Стівен Пікелл
Стівен Пікелл (англ. Steve Pickell, 11 серпня 1957) — канадський плавець.
Призер Олімпійських Ігор 1976 року.
Призер Панамериканських ігор 1979 року.